# Жилин, Алексей Николаевич
Алексей Николаевич Жилин (1914—1968) — советский военачальник, генерал-майор танковых войск. Командующий 7-й танковой армии, участник Великой Отечественной войны.

## Биография
Родился 16 мая 1916 года в деревне Разгорт Яренского уезда Вологодской губернии в крестьянской семье.
До призыва в ряды РККА в 1934 году обучался на рабочем факультете Московского авиационного института. С 1934 по 1939 год обучался в Киевском танко-техническом училище имени С. К. Тимошенко. С 1939 по 1941 год служил в Военной академии механизации и моторизации РККА имени И. В. Сталина в должностях командира учебного взвода и помощника командира отдельной танковой роты по технической части.
С 1941 по 1943 год участник Великой Отечественной войны воевал на Западном фронте составе 146-й отдельной танковой бригады (с 1943 года — 29-й гвардейской танковой бригады) 16-й армии в должности помощника командира батальона по технической части. Бригада была сосредоточена в районах Москвы для её обороны от немецких захватчиков, в том числе в районе города Истра Московской области, в составе бригады был участником Вяземской операции битвы под Москвой.
С 1943 года на педагогической работе в составе технических курсов командиров рот Западного фронта в качестве старшего преподавателя. С 1943 по 1944 год служил в составе 3-го отдельного учебного танкового полка в должности помощника командира этого полка по технической части. С 1944 по 1945 год служил в составе 213-й танковой Оршанской Краснознамённой ордена Кутузова бригады в должности помощника командира этой бригады по технической части, воевал на 3-м Белорусском фронте в составе 28-й армии и 11-й гвардейской армии, был участником Восточно-Прусской операция и Кёнигсбергской операции.
С 1945 по 1947 год обучался инженерно-танковом факультете, а с 1947 по 1951 год — на командном факультете Военной ордена Ленина академии бронетанковых и механизированных войск Красной Армии имени И. В. Сталина. С 1952 по 1955 год на штабных и командных должностях: старший офицер по боевой подготовке бронетанковых и механизированных войск 65-го стрелкового корпуса, с 1952 по 1955 года служил в Приморском военном округе в должности командира 109-го тяжелого танко-самоходного полка в составе 10-й механизированной дивизии. 
С 1955 по 1957 год — командир 2-й танковой дивизии. 27 августа 1957 года Постановлением СМ СССР № 1034 А. Н. Жилину было присвоено воинское звание генерал-майор. С 1957 по 1959 год обучался на основном факультете Военной академии Генерального штаба Вооружённых Сил СССР. С 1959 по 1962 год — начальник Управления танкового вооружения — помощник командующего войсками Закавказского военного округа по танковому и автомобильному вооружению. 
С 11 августа 1962 по 1 сентября 1964 года — командующий 7-й танковой армии. С 1965 по 1968 год — помощник командующего войсками Приволжского военного округа по бронетанковой и автотракторной технике. С 1968 года — помощник командующего войсками Туркестанского военного округа по высшим учебным заведениям.
Скончался 6 августа 1968 года, похоронен в Куйбышеве.

## Награды
- три ордена Отечественной войны I степени (04.09.1944, 14.02.1945) и II степени (23.11.1944)
- Орден Красной Звезды (20.04.1953)
- Медаль «За боевые заслуги» (24.06.1948)
- Медаль «За оборону Москвы» (01.05.1944)
- Медаль «За взятие Кёнигсберга» (09.06.1945)
- Медаль «За победу над Германией в Великой Отечественной войне 1941—1945 гг.» (09.05.1945)[8][9]